# Typ 90 AAM
Die Typ 90 Air-to-Air Missile (japanisch 90式空対空誘導弾, auch AAM-3) ist eine Kurzstrecken-Luft-Luft-Rakete der japanischen Luftselbstverteidigungsstreitkräfte. Die seit 1990 eingesetzte Rakete ersetzte die US-amerikanische AIM-9 Sidewinder in der Bewaffnung der japanischen Luftstreitkräfte.

## Geschichte und Technik
Mitte der 1980er Jahre wurde deutlich, dass die Sidewinder AIM-9L in die Jahre gekommen war, und da das AAM-2-Programm eingestellt wurde, hatten die Luftselbstverteidigungsstreitkräfte nur veraltete Kurzstrecken-Luft-Luft-Raketen. Man begann daher im Jahr 1985 mit der Entwicklung einer deutlich verbesserten Variante auf Basis der AIM-9L am Technical Research and Development Institute Ministry of Defense (TRDI). Es wurden ein Zwei-Farben-Infrarotsuchkopf, der besser mit Täuschkörpern umgehen kann, sowie ein deutlich schwererer Splittersprengkopf (15 kg) verbaut. Die Canards an der AAM-3 wurden so geformt, dass sie gezielt an der Raketenspitze eine Schockwelle erzeugen. Dies sorgt dafür, dass der Luftstrom wesentlich stabiler um die Zelle der Rakete fließt.
Mitsubishi Heavy Industries wurde ausgewählt, um die AAM-3 ab 1990 zu bauen. Die Luftselbstverteidigungsstreitkräfte bestellten ca. 400 Exemplare, die an der McDonnell F-4EJ, McDonnell Douglas F-15J und aus dem FS-X-Programm hervorgegangenen Mitsubishi F-2 eingesetzt werden können.